# Circuit de Wallonie
Il Circuit de Wallonie (it.: Circuito di Vallonia) è una corsa in linea di ciclismo su strada maschile che si disputa annualmente a Fleurus, in Belgio. Nato nel 1966 come Circuit du Hainaut, nel 2004 assunse l'attuale denominazione. Nel 2011 fu aperto ai professionisti e inserito nel calendario dell'UCI Europe Tour come evento di classe 1.2. Dal 2019 è stato promosso ad evento di classe 1.1.

## Albo d'oro
Aggiornato all'edizione 2024.
| Anno                | Vincitore                             | Secondo                               | Terzo                                 |
| Circuit du Hainaut  | Circuit du Hainaut                    | Circuit du Hainaut                    | Circuit du Hainaut                    |
| ------------------- | ------------------------------------- | ------------------------------------- | ------------------------------------- |
| 1966                | Roger Rosiers                         | Valère Van Sweevelt                   | Romain Furniere                       |
| 1967                | Joseph Schoeters                      | Willy De Geest                        | Romain Pauwels                        |
| 1968                | Joseph Schoeters                      | Ronald De Witte                       | Englebert Opdebeeck                   |
| 1969                | Paul Crapez                           | Jean-Pierre Monseré                   | Gustaaf Van Roosbroeck                |
| 1970                | Willy Abbeloos                        | Théo Dockx                            | Luc Van Den Daele                     |
| 1971                | Michel Van Vlierden                   | Eric Wijckaert                        | Ludo Van Der Linden                   |
| 1972                | Lucien De Brauwere                    | André Coppers                         | Karel Sels                            |
| 1973                | Roger De Beukelaer                    | Jean Vanderstappen                    | Marc Steels                           |
| 1974                | Joseph Gijsemas                       | Marc Renier                           | Luc Leman                             |
| 1975                | Ferdi Van Den Haute                   | Dirk Ongenae                          | Ronan De Meyer                        |
| 1976                | André Van Den Steen                   | Pierre Sonnet                         | Rudy Pevenage                         |
| 1977                | René Martens                          | Jean-Claude Rogge                     | Ludo Theunis                          |
| 1978                | Daniel Willems                        | Alfons De Wolf                        | Ronny Van Holen                       |
| 1979                | Étienne De Wilde                      | Guy Nulens                            | Paul Haghedooren                      |
| 1980                | Paul Haghedooren                      | Raoul Bruyndonckx                     | Gerrit Van Gestel                     |
| 1981                | Kurt Dockx                            | Marc Sergeant                         | Marc Vandenbrande                     |
| 1982                | Patrick Cocquyt                       | Willem Van Eynde                      | Yves Godimus                          |
| 1983                | Diederik Foubert                      | Robert D'Hondt                        | Rudy Patry                            |
| 1984                | Stefaan Van Leeuwe                    | John Dekeukelaere                     | Patrick Toelen                        |
| 1985                | Stefaan Van Leeuwe                    | Dirk Clarysse                         | Ronny Van Sweevelt                    |
| 1986                | Peter Roes                            | Erik Peeters                          | Guido Verdeyen                        |
| 1987                | Peter De Clercq                       | Kurt Van Keirsbulck                   | Jean-Marie Vernie                     |
| 1988                | Jean-François Brasseur                | Frank Francken                        | Johan Verstrepen                      |
| 1989                | Michel Stasse                         | Daniel Van Steenbergen                | Eric De Clercq                        |
| 1990                | Johan Remels                          | Peter Van Petegem                     | Wim Vervoort                          |
| 1991                | Fabrice Dejardin                      | Arvis Piziks                          | Pierre Herinne                        |
| 1992                | Nico De Smet                          | Wim van de Meulenhof                  | Jürgen Opeel                          |
| 1993                | Casper van der Meer                   | Franky De Buyst                       | Geert Verheyen                        |
| 1994                | Yannick Cornelis                      | Patrick Roelandt                      | Wim van de Meulenhof                  |
| 1995                | Rik Verbrugghe                        | Sébastien Demarbaix                   | Mychajlo Chalilov                     |
| 1996                | Fabien De Waele                       | Koen Das                              | Steve De Wolf                         |
| 1997                | Wim Heselmans                         | Karel Vereecke                        | Günther Stockx                        |
| 1998                | Danny Swinnen                         | Sebastian Van Den Abeele              | Steven Van Aken                       |
| 1999                | Marcel Djuin                          | Fabian Wegmann                        | Björn Leukemans                       |
| 2000                | Jan Verstraeten                       | Nico Sijmens                          | Andy Cappelle                         |
| 2001                | Dmitrij Murav'ëv                      | Tom Boonen                            | Jurgen Van Goolen                     |
| 2002                | Johan Vansummeren                     | Gert Steegmans                        | Cédric Coutouly                       |
| 2003                | Preben Van Hecke                      | Jens Renders                          | Thomas Dekker                         |
| Circuit de Wallonie |                                       |                                       |                                       |
| 2004                | Gianni Meersman                       | Pierre Drancourt                      | Tom Stamsnijder                       |
| 2005                | Erik Lievens                          | Jelle Vanendert                       | Steven Vandenbussche                  |
| 2006                | Nikolas Maes                          | Geert Steurs                          | Jürgen Roelandts                      |
| 2007                | Francis De Greef                      | Sander Armée                          | Pieter Vanspeybrouck                  |
| 2008                | Ben Hermans                           | Romain Zingle                         | Thomas De Gendt                       |
| 2009                | Romain Zingle                         | Walt De Winter                        | Jens Keukeleire                       |
| 2010                | Thomas Degand                         | Jérôme Giaux                          | Dries Hollanders                      |
| 2011                | Diego Tamayo                          | Walt De Winter                        | Jeroen Hoorne                         |
| 2012                | R. Janse van Rensburg                 | Kenneth Van Bilsen                    | Kevin Claeys                          |
| 2013                | Sébastien Delfosse                    | Pierre Drancourt                      | Matthias Allegaert                    |
| 2014                | Maurits Lammertink                    | Dimitri Claeys                        | Floris De Tier                        |
| 2015                | Stef Van Zummeren                     | Philipp Walsleben                     | Gianni Vermeersch                     |
| 2016                | Kevin Laloulette                      | Gianni Marchand                       | Olivier Chevalier                     |
| 2017                | Maarten Van Trijp                     | Ludovic Robeet                        | Rob Leemans                           |
| 2018                | Mikkel Honoré                         | Niklas Larsen                         | Ross Lamb                             |
| 2019                | Thomas Boudat                         | Baptiste Planckaert                   | Niki Terpstra                         |
| 2020                | annullata per la pandemia di COVID-19 | annullata per la pandemia di COVID-19 | annullata per la pandemia di COVID-19 |
| 2021                | Christophe Laporte                    | Marc Sarreau                          | Laurence Pithie                       |
| 2022                | Andrea Pasqualon                      | Axel Zingle                           | Philippe Gilbert                      |
| 2023                | Jordi Meeus                           | Lionel Taminiaux                      | Timo Kielich                          |
| 2024                | Arnaud De Lie                         | Axel Zingle                           | Matthew Brennan                       |
| 2025                | annullata                             | annullata                             | annullata                             |